# (5730) Yonosuke
(5730) Yonosuke es un asteroide perteneciente al cinturón de asteroides descubierto el 13 de octubre de 1988 por Yoshiaki Oshima desde el Observatorio Gekko, Kannami, Japón.

## Designación y nombre
Designado provisionalmente como 1988 TP1. Fue nombrado Yonosuke en homenaje a Yonosuke Nakano, fundador del Observatorio Gekko, recibió la Copa de Plata del Gobierno japonés en 1973 por su trabajo en educación en varios campos, incluida la astronomía.

## Características orbitales
Yonosuke está situado a una distancia media del Sol de 2,913 ua, pudiendo alejarse hasta 3,208 ua y acercarse hasta 2,619 ua. Su excentricidad es 0,101 y la inclinación orbital 1,854 grados. Emplea 1816,84 días en completar una órbita alrededor del Sol.

## Características físicas
La magnitud absoluta de Yonosuke es 12,5. Tiene 8,225 km de diámetro y su albedo se estima en 0,314. 